# Secamone ankarensis
Secamone ankarensis là một loài thực vật có hoa trong họ La bố ma. Loài này được (Jum. & H. Perrier) Klack. miêu tả khoa học đầu tiên năm 1992.